# Kim Ch’ang Sŏp
Kim Ch’ang Sŏp, również Kim Chang Sop (kor. 김창섭, ur. 2 stycznia 1946, zm. 9 czerwca 2020) – północnokoreański polityk. Ze względu na przynależność do najważniejszych gremiów politycznych Korei Północnej, uznawany za członka ścisłej elity władzy KRLD.

## Kariera
Kim Ch’ang Sŏp urodził się 2 stycznia 1946 roku w powiecie Ŭnsan w prowincji P’yŏngan Południowy. Absolwent Wyższej Szkoły Partyjnej im. Kim Ir Sena.
Wiceszef Agencji Bezpieczeństwa Narodowego (kor. 국가안전보위부), był szefem Wydziału Politycznego Agencji, stanowiącej główną służbę bezpieczeństwa KRLD. Deputowany Najwyższego Zgromadzenia Ludowego KRLD, parlamentu KRLD, począwszy od XI kadencji (tj. od września 2003 roku).
Podczas 3. Konferencji Partii Pracy Korei 28 września 2010 roku został wybrany zastępcą członka Biura Politycznego KC, a także po raz pierwszy zasiadł w samym Komitecie Centralnym.
Po śmierci Kim Dzong Ila w grudniu 2011 roku, Kim Ch’ang Sŏp znalazł się na wysokim, 26. miejscu w 233-osobowym Komitecie Żałobnym. Świadczyło to o formalnej i faktycznej przynależności Kim Ch’ang Sŏpa do grona ścisłego kierownictwa politycznego Koreańskiej Republiki Ludowo-Demokratycznej. Według specjalistów, miejsca na listach tego typu określały rangę polityka w hierarchii aparatu władzy.

## Odznaczenia
Kawaler Orderu Kim Dzong Ila (luty 2012).